# 歌って笑って大騒ぎ!!お笑い芸人家族対抗マジ歌合戦!
『歌って笑って大騒ぎ!!お笑い芸人家族対抗マジ歌合戦!』（うたってわらっておおさわぎ!!おわらいげいにんかぞくたいこうマジうたがっせん!）は、2008年1月2日（水曜） 22:00 - 23:30 （JST）にフジテレビ系列で放送された関西テレビ製作のバラエティ特番である。視聴率6.9%。

## 概要
若手のお笑い芸人たちが自分の父と母への親孝行をすべく、親子でチームを組んで歌とパフォーマンスを披露するという企画特番。2006年から2010年まで不定期放送されていた『お笑い芸人親子で漫才王座決定戦スペシャル』の歌バージョンである。歌の披露の前に、息子が語る母親の恥ずかしいエピソードをVTRで流していた。優勝者には賞品を進呈した。

## 出演者

### 司会・進行
- 今田耕司
- ベッキー
- 内田恭子

### 審査員
- 江守徹
- 諸星和己
- 矢口真里
- 八代亜紀
- 安田美沙子

### 出場者
- アンガールズ（田中卓志・山根良顕）と山根の母
- KABA.ちゃんと母
- クワバタオハラ（くわばたりえ・小原正子）と小原の親子
- 2丁拳銃（川谷修士・小堀裕之）と小堀の母
- はなわと母
- FUJIWARA（藤本敏史・原西孝幸）と藤本の母と原西の母
- フットボールアワー（岩尾望・後藤輝基）
- ペナルティ（ワッキー・ヒデ）とワッキーの親子
- ホリと母
- 森三中（大島美幸・村上知子・黒沢かずこ）
- レイザーラモン（HG・RG）とRGの親子

### ナレーター
- 立木文彦

## 優勝者
- ベストファミリー賞：FUJIWARA

## スタッフ
- 構成：上野耕平、たちばなひとなり、北本かつら、一文無隼人、原木綿子、木村タカヒロ、藤本昌平
- 技術プロデューサー：長瀧淳子
- SW：岩田一巳
- CAM：小川利行
- VE：瀧本恵司
- 音声：片山勇
- 照明：四分一浩
- PA：溝口賢蔵
- 美術プロデューサー：柴田慎一郎
- デザイン：坪田幸之
- 美術進行：塚原淳司
- 大道具：安藤朋希
- アクリル装飾：日野邦彦
- 電飾：齋藤誠二
- LEDモニター：前島亮二
- メイク：三小田知加、佐藤恭子
- VTR編集：行木忍
- MA：松岡洋一
- 音効：磯川浩己
- 編成：大澤徹也（KTV）
- 広報：前田香久・大村貴子（KTV）
- デスク：井上陽史
- AP：田井中皓介（よしもとクリエイティブ・エージェンシー）
- FD：広瀬陽一・永田浩子・日江井かおり（b-DASH）
- ディレクター：山口美和（b-DASH）、水元とおる・熊沢謙一（K-ten）
- 制作プロデューサー：立石憲一郎（ジャパンPRODUCE）、加茂忠夫（office KLEIN）
- 演出：中畠義之（KTV）
- プロデューサー：川中康三（KTV）、田島雄一（よしもとクリエイティブ・エージェンシー）、挟間忠行（ジャパンPRODUCE）、林敏博（b-DASH）
- スタッフ協力：ニユーテレス、FLT、フジアール、オムニバス・ジャパン、サウンドエフェクト、ヒビノ、エイベックス・プランニング&デベロップメント
- 収録スタジオ：レモンスタジオ
- 制作協力：吉本興業、ジャパンPRODUCE、b-DASH
- 制作著作：関西テレビ